# 阿科拉區
阿科拉區（西班牙語：Distrito de Ácora），是秘魯的一個區，位於該國東南部普諾大區的普諾省，始建於1854年5月2日，面積1,941.09平方公里，海拔高度3,867米，2007年人口28,679，人口密度每平方公里14.77人。